# 艾格妮丝·卓锦
艾格妮丝·卓锦（英語：Agnes Joaquim，1854年4月7日—1899年7月2日），亚美尼亚裔新加坡人，培育了世界上第一株培育杂交兰花——卓锦万带兰。卓锦2015年入选新加坡妇女名人堂。

## 早期生活
艾格尼丝是亚美尼亚商人Parsick Joaquim和Urelia Zechariah的长女（第二个孩子）。 艾格尼丝与母亲一样爱好园艺。同时，艾格尼丝也是亚美尼亚教会的积极成员，和一个刺绣好手。

## 新加坡的国花

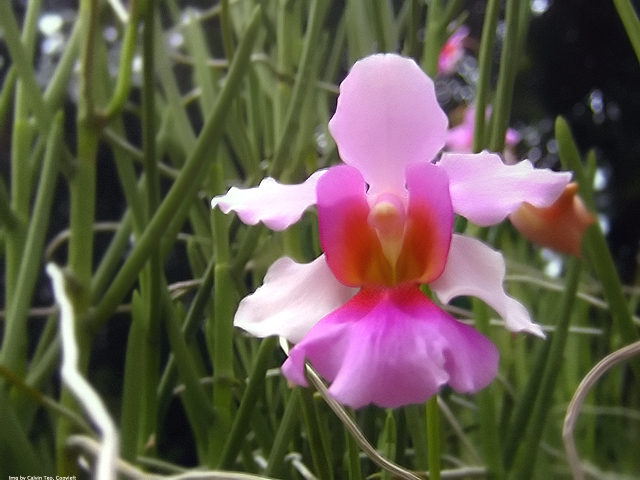
卓锦万代兰

艾格尼丝·卓锦曾在年度花展上多次获奖，并于1899年的年度花卉展览中获得最稀有兰花奖，从此闻名。第一个奖项即颁给以她的名字命名的卓锦万代兰。 当时她已罹患癌症，她在接受这个奖后三个月辞世。
1947年，卓锦万代兰被选作新进步党的标志。1957年，它被选为马来兰花协会的会徽。在1981年四月，它迎来最终的荣誉。卓锦万代兰从四十个竞争者中脱颖而出，被选为新加坡的国花。

## 家庭
艾格尼丝·卓锦的兄弟姐妹们是新加坡名人。Narcis街以她的大哥Nerses（生于1852年12月2日）命名。 她的弟弟，Joe（生于1856年4月1日)，Seth（生于1866年9月11日）和John（生于1858年6月17日）是著名律师。Joe是法务公司Braddell and Joaquim的创始人之一。他后来又成立自己的公司，Joaquim Brothers。 两位弟弟，Arathoon（2日1864），和Simon（5月1867），担任哈克尼车行的副书记官长。 
约瑟芬，艾格尼丝的侄孙女，也有一株以她名字命名的兰花（Vanda 'Josephine' ，也叫Vanda Miss Joaquim 'Josephine'）.
艾格尼丝的外祖父， Isaiah Zachariah，是成立于1837年的新加坡第一届商会的成员。